# Karl Burk
Karl Burk, auch Johannes Karl Burk, (* 14. März 1898 in Buchenau; † 23. September 1963 in Fritzlar) war ein deutscher Offizier, zuletzt SS-Brigadeführer und Generalmajor der Waffen-SS.

## Biografie
Burk war der Sohn eines Bauern. 1913 trat er in die bayerische Armee ein und diente im Ersten Weltkrieg zuletzt 1918 als Unteroffizier. Er blieb nach dem Krieg Soldat in Artillerie-Regimentern. 1927 wurde er Oberwachtmeister.

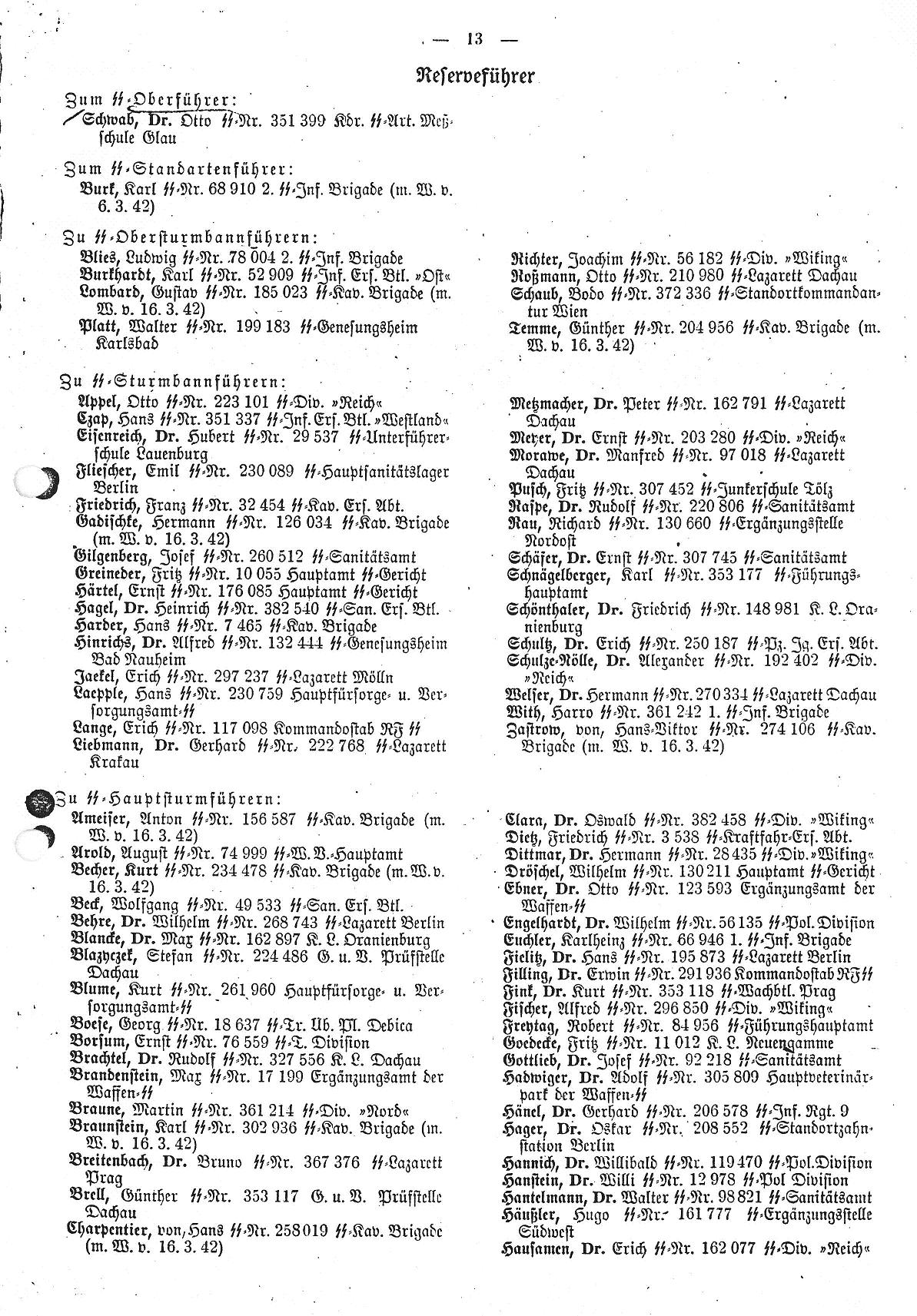
Beförderung zum SS-Standartenführer an Hitlers Geburtstag 1942 im SS-Verordnungsblatt

Zum 1. Mai 1933 trat er der NSDAP (Mitgliedsnummer 1.848.222) und im selben Jahr der SS (SS-Nummer 68.910) als SS-Hauptscharführer bei.
Er befehligte zum Beginn des Zweiten Weltkrieges 1939 die 8. SS-Standarte Niederschlesien (wie Regiment) und war danach im Oberabschnitt Südost eingesetzt. Anschließend kommandierte er das SS-Panzer-Artillerie-Regiment der 5. SS-Panzer-Division „Wiking“, bevor er 1941 das Kommando der SS-Flak-Abteilung Ost übernahm und kurz danach Befehlshaber der Kampfgruppe Burk wurde, 1943 als SS-Oberführer. Danach war er bis September 1944 Stabschef der 5. SS-Freiwilligen Sturmbrigade Wallonien in der Wiking-Division unter der politischen Führung von Léon Degrelle. Im Februar 1945 wurde er Vertreter der Waffen-SS bei der russischen Freiwilligenarmee von General Wlassow, Befehlshaber der 15. Waffen-Grenadier-Division der SS (lettische Nr. 1) und im April 1945 SS-Brigadeführer. Er war in Kriegsgefangenschaft und wohnte dann in Fritzlar.

## Beförderungen
- 20. April 1935: SS-Untersturmführer
- 9. November 1935: SS-Obersturmführer
- 13. September 1936: SS-Hauptsturmführer
- 12. September 1937: SS-Sturmbannführer
- 1938: SS-Obersturmbannführer
- 5. November 1942: SS-Standartenführer
- 9. November 1943: SS-Oberführer der Waffen-SS
- 20. April 1945: SS-Brigadeführer und Gen.-Maj d. Waffen-SS

## Auszeichnungen
- 5. November 1942: Deutsches Kreuz in Gold